# 張靜文
張靜文（Eugenea Cheung，1989年1月31日—），香港京劇演員，同時為香港有線電視新聞主播及資訊節目記者和主持。

## 簡歷
張靜文自小學三年級（1997年）起便為香港電台的教育電視當演員，一直演到中學時期。她在小學就讀蒙黃花沃紀念小學，在中學就讀於順德聯誼總會梁銶琚中學；2011年於香港中文大學新聞與傳播學院畢業，大學期間，張靜文亦曾做過中大新聞與傳播學院雜誌記者。
張靜文在畢業後正式加入有線新聞擔任主播。並主持有線財經資訊台節目拉近文化及Sunday有理講。
2015年6月至9月期間，調往負責拉近文化採訪工作。2015年9月7日，回歸主播工作，被安排主持Cable早晨。2016年5月，結束五年多的主播生涯，改為擔任拉近文化的全職記者及Sunday有理講編導。
2017年5月，張靜文離開效力過約7年的有線電視，期間由陳海雯暫代拉近文化主持一職。期間在香港京崑劇場擔任青年演員，工閨門旦，曾演出崑劇《牡丹亭‧遊園驚夢》、《玉簪記‧偷詩》、《白蛇傳‧遊湖、金山寺》等。
張靜文在2018年底重返有線新聞，負責拉近文化的監製、記者及主持的工作。